# Arnillas (apellido)
Arnillas es un apellido de origen visigodo, que ha derivado con el tiempo, y por mala dicción, en apellidos como "Arenillas". Proviene de la palabra "arna", que significa colmena. Difundido por la península ibérica desde las zonas del Norte, principalmente Cantabria, y extendiéndose por las provincias limítrofes de Palencia y Burgos (Castilla y León).

## El apellido en la actualidad
El apellido se extiende por toda España y por algunos países de América del Sur, destacando Perú entre ellos.

## Lugares con referencia al apellido Arnillas
En España existen algunos lugares con mención al apellido Arnillas. Algunos son:
- Dolmen de Las Arnillas: situado en la comunidad autónoma de Castilla y León, al norte de la provincia de Burgos, en el Valle de Sedano y dentro del término municipal de Moradillo de Sedano. A 40 kilómetros al Norte de Burgos y próximo a Cantabria. Data del periodo Neolítico.

- Playa Arnillas: situada en localidad de Galizano, perteneciente al municipio de Ribamontán al Mar, en la costa central de Cantabria. A 10 kilómetros al este de Santander.